# Ikumi Oeda
Ikumi Oeda (ur. 1 czerwca 1993) – tajska judoczka. 
Uczestniczka mistrzostw świata w 2019 i 2021. Startowała w Pucharze Świata w 2018, 2019 i 2022. Brązowa medalistka igrzysk azjatyckich w 2018. Zdobyła cztery medale igrzysk Azji Południowo-Wschodniej, w tym złoto indywidualnie w 2019 roku.